# Doble impacte
Doble Impacte (títol original: Double Impact) és una pel·lícula estatunidenca dirigida per Sheldon Lettich, estrenada l'any 1991. Ha estat doblada al català. El rodatge es va desenvolupar a Hong Kong i Los Angeles. Jean-Claude Van Damme tenia 30 anys i 17 dies en el començament del rodatge.

## Argument
Hong Kong, 1966. Paul Wagner, un industrial, és assassinat, així com la seva dona per la màfia xinesa. Els seus dos fills, Chad i Alex, bessons amb només alguns mesos, són separats. 25 ans més tard, Chad viu als Estats Units amb Frank, l'ancià guardaespatlles dels Wagner, i ha esdevingut professor de karate. Per la seva banda, Alex viu a Hong Kong i porta una existència de malfactor. Chad i Frank decideixen de trobar-se a Hong Kong amb la finalitat de trobar Alex i, de pas, els dos germans ho intentaran tot per venjar els seus pares.

## Repartiment
- Jean-Claude Van Damme: Alex Wagner / Chad Wagner
- Geoffrey Lewis: Frank Avery
- Alonna Shaw: Danielle Wilde
- Alicia Stevenson: Baby Chad
- Bolo Yeung: Moon
- Paul Aylett: Baby Alex
- Andy Armstrong: Paul Wagner
- Alan Scarfe: Nigel Griffith
- Wu Fong Lung: la infermera xinesa
- Philip Chan: Raymond Zhang
- Sarah Yuen: la cangur de l'orfenat
- Sarah-Jane Varley: Katherine Wagner
- Julie Strain: Estudiant
- Shelley Michelle: Figurant
- Eugene Choy: Mr. Chen

## Banda Original
Totes les cançons foren compostes per Arthur Kempel.
| 1.            | «Overture (written by Paul Dable)» | 01:16 |
| 2.            | «Dead Ringers»                     | 01:24 |
| 3.            | «The Brother's Revenge»            | 03:38 |
| 4.            | «I Miss You»                       | 00:55 |
| 5.            | «Battle at Sea»                    | 05:47 |
| 6.            | «Causeway Bay»                     | 07:19 |
| 7.            | «The Other Side of the World»      | 01:15 |
| 8.            | «Hong Kong Pursuit»                | 04:14 |
| 9.            | «Zang's Offer»                     | 06:45 |
| 10.           | «The Brother's Reunion»            | 02:23 |
| 11.           | «End Title»                        | 02:50 |
| 12.           | «Feel the Impact»                  | 03:02 |
| Durada total: | Durada total:                      | 40:32 |